# Norra Hamnskäret
Norra Hamnskäret är en ö i Finland. Den ligger i Bottenviken och i kommunen Karleby i den ekonomiska regionen  Karleby i landskapet Mellersta Österbotten, i den nordvästra delen av landet. Ön ligger omkring 19 kilometer nordväst om Karleby och omkring 430 kilometer norr om Helsingfors.
Öns area är 1,53 kvadratkilometer och dess största längd är 1,6 kilometer i nord-sydlig riktning.